# زانکت مارگارتن آندر راب
زانکت مارگارتن آندر راب (به آلمانی: Sankt Margarethen an der Raab) یک منطقهٔ مسکونی در اتریش است که در وایتس واقع شده‌است. زانکت مارگارتن آندر راب ۴۳٫۰۲ کیلومتر مربع مساحت دارد ۳۸۰ متر بالاتر از سطح دریا واقع شده‌است.